# 小行星1828
小行星1828（1828 Kashirina）是一颗围绕太阳公转的小行星。1966年8月14日，柳德米拉·切爾尼赫在克里米亚发现了此天体。
該小行星以蘇聯醫生瓦倫丁·塞門諾維奇·卡希林（Valentin Semenovich Kashirin）命名。
这颗小行星的绝对星等为219.6227930917401等。